# Xã Gale, Quận Marion, Kansas
Xã Gale (tiếng Anh: Gale Township) là một xã thuộc quận Marion, tiểu bang Kansas, Hoa Kỳ. Năm 2010, dân số của xã này là 219 người.